# Hrabstwo Cocke
Hrabstwo Cocke (ang. Cocke County) – hrabstwo w stanie Tennessee w Stanach Zjednoczonych. Obszar całkowity hrabstwa obejmuje powierzchnię 443,15 mil² (1147,75 km²). Według szacunków United States Census Bureau w roku 2009 miało 36 047 mieszkańców.
Hrabstwo powstało w 1797 roku. 

## Miasta

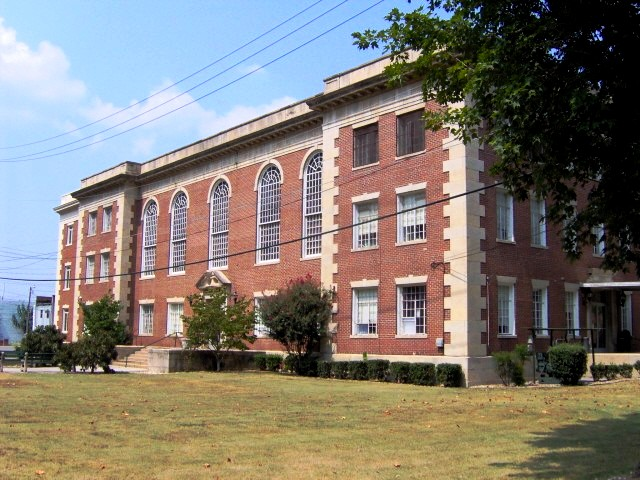
Budynek administracji hrabstwa (courthouse) w Newport

- Newport
- Parrottsville[4]